# Чемпіонат УРСР з легкої атлетики 1937
Чемпіонат УРСР з легкої атлетики 1937 відбувся 27-29 липня в Харкові на стадіоні «Динамо».
Чемпіонат республіки ознаменувався низкою республіканських рекордів, причому досягнення Гаврили Раєвського у десятиборстві (6519) перевищувало тогочасний рекорд СРСР (6364). Киянка Віра Піжурина повторила рекорд СРСР з бігу на 200 метрів (25,8).

## Призери

### Чоловіки
| Дисципліни                | Золото                             | Золото     | Срібло                       | Срібло  | Бронза                             | Бронза  |
| ------------------------- | ---------------------------------- | ---------- | ---------------------------- | ------- | ---------------------------------- | ------- |
| 100 метрів                | Марко Воликов Харків               | 10,7 NR    | Іван Анисимов Харків         | 11,0    | Павло Топчій Харків                | 11,2    |
| 200 метрів                | Марко Воликов Харків               | 22,5 NR    | Іван Анисимов Харків         | 22,6    | Григорій Пастушенко Київ           | 23,2    |
| 800 метрів                | Григорій Божко Дніпропетровськ     | 2.02,8     | Юрій Ляшенко Харків          | 2.06,0  |                                    |         |
| 1500 метрів               | Іван Муренко Дніпропетровськ       | 4.13,9     | Павло Савельєв Київ          | 4.14,3  | Григорій Божко Дніпропетровськ     | 4.15,5  |
| 5000 метрів               | Іван Погребняк Київ                | 15.47,8    | Олег Коломійцев Київ         | 15.48,6 | Олександр Романцов Дніпропетровськ | 16.26,2 |
| 10000 метрів              | Олег Коломійцев Київ               | 33.22,2 NR | Сливка Харків                | 36.20,0 |                                    |         |
| 110 метрів з бар'єрами    | Олександр Безруков Київ            | 15,9       | В. Самборський Харків        | 16,3    | Євген Яковлєв Харків               | 16,8    |
| 3000 метрів з перешкодами | Олександр Романцов Дніпропетровськ | 10.28,4 NR | Шнайдер Одеса                | 10.39,4 |                                    |         |
|                           |                                    |            |                              |         |                                    |         |
| Стрибки у висоту          | Генріх Оссок Дніпропетровськ       | 1,75       | Єсауленко Харків             | 1,75    | Олександр Безруков Київ            | 1,70    |
| Стрибки з жердиною        | Гаврило Раєвський Харків           | 4,10       | Петро Богачик Київ           | 3,70    | Леонід Слободяник Київ             | 3,60    |
| Стрибки у довжину         | Іван Анисимов Харків               | 6,66       | Олександр Дулін Харків       | 6,64    | Масловський Одеса                  | 6,60    |
| Потрійний стрибок         | Степан Дмитрієв Київ               | 13,12      | Гордієнко Сталінська обл.    | 13,05   | Євген Яковлєв Харків               | 13,00   |
| Штовхання ядра            | Олександр Канакі Київ              | 14,48      | Єрмолаєв Київ                | 12,83   | Микола Виставкін Харків            | 12,43   |
| Метання диска             | Олександр Канакі Київ              | 44,87      | Григорій Артамонов Харків    | 43,27   |                                    |         |
| Метання молота            | Григорій Артамонов Харків          | 46,33      | Микола Виставкін Харків      | 44,43   | М. Денисенко Харків                | 43,55   |
| Метання списа             | Йосип Шедько Харків                | 59,45 NR   | Олександр Крижановський Київ | 55,67   | Петро Мельник Харків               | 55,48   |
|                           |                                    |            |                              |         |                                    |         |
| Десятиборство             | Гаврило Раєвський Харків           | 6519 NR    |                              |         |                                    |         |

### Жінки
| Дисципліни            | Золото                   | Золото    | Срібло                   | Срібло | Бронза                      | Бронза |
| --------------------- | ------------------------ | --------- | ------------------------ | ------ | --------------------------- | ------ |
| 100 метрів            | Віра Піжурина Київ       | 12,5 NR   | Федорова Харків          | 12,7   | Людмила Волобуєва Харків    | 12,7   |
| 200 метрів            | Віра Піжурина Київ       | 25,8 NR   | Веселова Харків          | 27,3   | Коруменко Одеса             | 28,4   |
| 500 метрів            | Лариса Граужис Київ      | 1.20,5 NR | Спиридонова Харків       | 1.21,6 | Яковенко Харків             | 1.23,5 |
| 800 метрів            | Клара Фрумкіна Харків    | 2.22,6 NR | Спиридонова Харків       | 2.23,5 | Лариса Граужис Київ         | 2.23,5 |
| 80 метрів з бар'єрами | Лідія Ігнатенко Харків   | 12,2 NR   | Федорова Харків          | 12,5   | Веселова Харків             | 14,3   |
|                       |                          |           |                          |        |                             |        |
| Стрибки у висоту      | Станіслава Соха Харків   | 1,40      | Клавдія Степанова Харків | 1,40   | Матвієвська Дніпропетровськ | 1,40   |
| Стрибки у довжину     | Віра Піжурина Київ       | 5,42      | Станіслава Соха Харків   | 5,08   | Федорова Харків             | 5,05   |
| Штовхання ядра        | Іщенко Київ              | 11,14     | Масюта Харків            | 10,94  | Кузьменицька Одеса          | 10,83  |
| Метання диска         | Ніна Думбадзе Одеса      | 40,37     | Масюта Харків            | 35,34  | Волгіна Ворошиловград       | 32,08  |
| Метання списа         | Клавдія Степанова Харків | 33,08     | Станіслава Соха Харків   | 31,16  |                             |        |
| Метання м'яча         | Ніна Думбадзе Одеса      | 43,95     | Волгіна Ворошиловград    | 38,27  | Бужина Ворошиловград        | 36,99  |